# 고교쿠 천황
고교쿠 천황(일본어: 皇極天皇, 594년 ~ 661년 8월 24일) 또는 사이메이 천황(일본어: 斉明天皇)은 일본 35대(재위: 642년 1월 15일 ~ 645년 7월 12일)와 37대(재위: 655년 2월 14일 ~ 661년 8월 24일) 천황이다. 한국에서는 황극 여왕, 제명 여왕으로 불리기도 한다.

## 약력
그녀는 일본 역사상 두 번째 여자 천황이었다. 그녀 이외에도 7명 여성 천황이 있었지만, 그들 계승자들은 황족 남성 가운데 선택했다. 이것은 보수적인 학자들이 여자의 치세가 임시적이였다고 주장하는 근거다. 겐메이 천황 뒤를 딸 겐쇼 천황이 계승한 게 이러한 주장의 유일한 예외다.
그녀는 비다쓰 천황의 증손녀이자 조메이 천황의 황후(배우자)였다. 그들은 세 아이를 두었는데 나카노오에 황자(덴지 천황), 오아마 황자(덴무 천황), 하시히토 황녀(고토쿠 천황의 황후)가 그들이다.
그녀 첫 재위기간은 4년으로, 소가 씨가 권력을 잡고 있었다. 아들 나카노오에 황자가 그녀의 왕좌 앞에서 소가노 이루카를 처형한 것에 충격을 받아 양위하였다. 그녀 뒤를 이은 고토쿠 천황이 죽었지만, 황태자인 나카노오에(덴지 천황)가 어머니를 사이메이 천황이라는 이름으로 다시 즉위시키고 자신은 황태자로 남아 정치를 이끌었다. 그녀 두 번째 치세 동안 한반도의 백제가 멸망하였다.
661년 사이메이는 혼슈 야마토 지방의 수도에서 육해군을 이끌고 출발하여 세토 내해를 가로질러 서진하였다. 천황은 이요 지방 이시유 임시궁에서 머물렀는데, 오늘날 도고 온센이다. 5월 그녀는 규슈 쓰쿠시 지방의 북부에 있는 아사쿠라 궁에 도달하였는데, 그곳은 현재 후쿠오카현이다. 일본-백제부흥세력 연합군은 신라와 전쟁을 준비하였지만, 그녀는 661년 7월 아사쿠라 궁에서 사망하였다. 그녀 장례식은 11월 나니와 주(오사카)로 옮겨 치렀다. 그녀가 사망하고 한반도로 파병한 병력은 백강 전투에서 신라와 싸웠으나 크게 패하였기 때문에 백제 부흥 세력에게 별 도움이 되지 못했으며 당나라군에게 몰살에 가까운 참패를 당했고, 결국 백제 멸망을 막지 못했다.

## 고교쿠 천황이 등장하는 작품
- 《삼국기》(KBS, 1992년~1993년, 배우:김수연)
- 《대왕의 꿈》(KBS, 2012년~2013년, 배우:김민경)

## 참고 하기
- 신라
  - 신라 선덕여왕(632년~647년)
  - 신라 태종 무열왕(654년~661년)
- 백제
  - 백제 무왕(600년~641년)
  - 백제 의자왕(641년~660년)
- 고구려
  - 고구려 영류왕(618년~642년)
  - 고구려 보장왕(642년~668년)

## 같이 보기
- 일본 천황